# Super Critical
Super Critical es el tercer álbum de estudio de The Ting Tings. Fue lanzado el 27 de octubre de 2014.

## Lista de canciones
| N.º   | Título           | Duración |  |
| 1.    | «Super Critical» | 3:32     |  |
| 2.    | «Daughter»       | 3:15     |  |
| 3.    | «Do It Again»    | 3:52     |  |
| 4.    | «Wrong Club»     | 4:14     |  |
| 5.    | «Wabi Sabi»      | 3:31     |  |
| 6.    | «Only Love»      | 3:10     |  |
| 7.    | «Communication»  | 3:35     |  |
| 8.    | «Green Poison»   | 3:49     |  |
| 9.    | «Failure»        | 2:37     |  |
| 31:38 |                  |          |  |